# Kabinett MacDonald II
Das Kabinett MacDonald II wurde im Vereinigten Königreich am 5. Juni 1929 durch Premierminister Ramsay MacDonald von der Labour Party gebildet und löste die zweite Regierung Baldwin ab. Der Regierung gehörten ausschließlich Minister der Labour Party an. Sie befand sich bis zum 24. August 1931 im Amt, woraufhin sie durch die erste Nationalregierung abgelöst wurde. Mit Arbeitsministerin Margaret Bondfield wurde erstmals in der Geschichte des Vereinigten Königreichs eine Frau als Ministerin in eine Regierung berufen.

## Regierungszeit
Bei den Unterhauswahlen im Mai 1929 gewann Labour 287 Sitze, die Konservativen 260 und die Liberalen unter Lloyd George 59 Sitze. Stanley Baldwin trat zurück und MacDonald bildete zum zweiten Mal eine Minderheitsregierung, toleriert durch die Liberalen von David Lloyd George. Wie 1924 traten diese der Regierung formal nicht bei, aber es gab einen regelmäßigen Austausch der beiden Parteiführungen über eine gemeinsame legislative Agenda.
Des Weiteren wurde die Regierung in Abstimmungen meist von dem Abgeordneten der Scottish Prohibition Party, den drei Abgeordneten der Nationalist Party und den fünf Labour-nahen Unabhängigen unterstützt. Arthur Henderson wurde Außenminister und Philip Snowden wiederum Schatzkanzler. J.H. Thomas wurde Lordsiegelbewahrer mit dem Auftrag, die Arbeitslosigkeit zu bekämpfen, unterstützt von dem jungen Radikalen Oswald Mosley.
MacDonalds zweite Regierung hatte eine stärkere parlamentarische Position als seine erste. Im Jahr 1930 gelang es ihm, etliche Gesetze durchzubringen, darunter eine Rentenreform, eine großzügigere Versorgung der Arbeitslosen und ein Gesetz zur Verbesserung der Löhne und der Arbeitsbedingungen im Bergbau, die die Ursache für den Generalstreik gewesen waren. Er berief außerdem eine Konferenz nach London mit den Führern des Indischen Nationalkongresses ein, auf der er Indien eine verantwortliche Regierung, aber nicht die Unabhängigkeit anbot. Im April verhandelte er mit Japan und den USA über einen Vertrag zur Begrenzung der Rüstung auf See.
Wie alle Regierungen jener Zeit hatte auch MacDonalds Regierung keine effektive Antwort auf die Weltwirtschaftskrise, die auf den Börsencrash vom 24. Oktober 1929 folgte. Snowden war ein orthodoxer Finanzpolitiker, der keinerlei Haushaltsdefizit zuließ, um die Wirtschaft zu beleben – trotz der Aufforderungen durch Mosley, Lloyd George und den Ökonomen John Maynard Keynes. Selbst wenn die Regierung solche Maßnahmen beschlossen hätte, hätten weder die Konservativen noch die noch konservativeren Liberalen ihnen zugestimmt.
Im Lauf des Jahres 1931 wurde die wirtschaftliche Situation immer schlimmer. Um wenigstens die politischen Belastungsfaktoren der Weltwirtschaft zu minimieren, setzte sich MacDonald zunehmend gegen ein Weiterbestehen des vertrauenzerstörenden und marktfeindlichen Reparationssystems ein. Ein Treffen mit führenden deutschen, amerikanischen und französischen Politikern im Juli 1931 brachte noch keinen Erfolg, aber immerhin wurde eine Expertenkonferenz eingesetzt, die im Herbst 1931 zu dem Ergebnis kam, dass eine Lösung der Reparationsfrage Voraussetzung war für die Überwindung der Weltwirtschaftskrise.
Trotz dieser Ansätze, das verlorene internationale Vertrauen auf diplomatischem Weg wiederherzustellen, verschlechterte sich die Lage der britischen Wirtschaft und damit auch des Staatshaushalts weiter. Der Druck von orthodoxen Ökonomen und der Presse nahm zu, die Staatsausgaben drastisch zu senken, also auch Renten und Arbeitslosengeld. MacDonald, Snowden und Thomas unterstützten derartige Maßnahmen, die sie für notwendig hielten, um den defizitären Haushalt auszugleichen und um einen Run auf das Pfund zu vermeiden. Der Rest des Kabinetts, fast die gesamte Labour-Partei und die Gewerkschaften waren jedoch strikt dagegen. Ohne Absprache mit seinen Parteifreunden gab MacDonald dann am 23. August 1931 seinen Regierungsauftrag zurück und erhielt einen neuen zur Bildung einer „Nationalen Regierung“ (National Government) unter Einbeziehung der Konservativen und der Liberalen (ohne Lloyd George). MacDonald, Snowden und Thomas wurden daraufhin aus der Labour Party ausgeschlossen. Sie gründeten eine neue, „nationale“ Labour Party, die National Labour Organisation, welche jedoch im Land und bei den Gewerkschaften wenig Unterstützung fand.

## Mitglieder des Kabinetts
| Zugehörigkeit |  | Labour |

| Amt                                                                        | Bild                  | Person                                | Partei       | Partei                            | Amtszeit         | Amtszeit        |
| -------------------------------------------------------------------------- | --------------------- | ------------------------------------- | ------------ | --------------------------------- | ---------------- | --------------- |
| Premierminister Erster Lord des Schatzamtes Leader of the House of Commons | Ramsay MacDonald      | Ramsay MacDonald                      |              | Labour Party                      | 8. Juni 1929     | 25. August 1931 |
| Lordpräsident des Rates                                                    | Charles Cripps        | Charles Cripps, 1. Baron Parmoor      | Labour Party | 8. Juni 1929                      | 25. August 1931  |                 |
| Lordkanzler                                                                | John Sankey           | John Sankey, 1. Baron Sankey          | Labour Party | 8. Juni 1929                      | 25. August 1931  |                 |
| Lordsiegelbewahrer                                                         | Jimmy Thomas          | James Henry Thomas                    | Labour Party | 8. Juni 1929                      | 5. Juni 1930     |                 |
| Lordsiegelbewahrer                                                         | Vernon Hartshorn      | Vernon Hartshorn                      | Labour Party | 5. Juni 1930                      | 24. März 1931    |                 |
| Lordsiegelbewahrer                                                         |                       | Thomas Johnston                       | Labour Party | 24. März 1931                     | 25. August 1931  |                 |
| Schatzkanzler Zweiter Lord des Schatzamtes                                 | Philip Snowden        | Philip Snowden                        | Labour Party | 8. Juni 1929                      | 25. August 1931  |                 |
| Außenminister                                                              | Arthur Henderson      | Arthur Henderson                      | Labour Party | 8. Juni 1929                      | 25. August 1931  |                 |
| Innenminister                                                              | John Robert Clynes    | John Robert Clynes                    | Labour Party | 8. Juni 1929                      | 25. August 1931  |                 |
| Erster Lord der Admiralität                                                | Albert Alexander      | Albert Alexander                      |              | Co-operative Party (Labour Co-op) | 8. Juni 1929     | 25. August 1931 |
| Minister für Landwirtschaft und Fischerei                                  | Noel Buxton           | Noel Noel-Buxton                      |              | Labour Party                      | 8. Juni 1929     | 5. Juni 1930    |
| Minister für Landwirtschaft und Fischerei                                  | Christopher Addison   | Christoffer Addison                   | Labour Party | 5. Juni 1930                      | 25. August 1931  |                 |
| Luftfahrtminister                                                          | Christopher Thomson   | Christopher Thomson, 1. Baron Thomson | Labour Party | 8. Juni 1930                      | 14. Oktober 1930 |                 |
| Luftfahrtminister                                                          | William Mackenzie     | William Mackenzie, 1. Baron Amulree   | Labour Party | 14. Oktober 1930                  | 25. August 1931  |                 |
| Minister für die Kolonien                                                  | Sidney Webb           | Sidney Webb, 1. Baron Passfield       | Labour Party | 8. Juni 1929                      | 25. August 1931  |                 |
| Minister für Dominion-Angelegenheiten                                      | Sidney Webb           | Sidney Webb, 1. Baron Passfield       | Labour Party | 8. Juni 1929                      | 5. Juni 1930     |                 |
| Minister für Dominion-Angelegenheiten                                      | Jimmy Thomas          | James Henry Thomas                    | Labour Party | 5. Juni 1930                      | 25. August 1931  |                 |
| Bildungsminister                                                           | Charles Trevelyan     | Charles Trevelyan                     | Labour Party | 7. Juni 1929                      | 2. März 1931     |                 |
| Bildungsminister                                                           |                       | Hastings Lees-Smith                   | Labour Party | 2. März 1931                      | 24. August 1931  |                 |
| Gesundheitsminister                                                        | Arthur Greenwood      | Arthur Greenwood                      | Labour Party | 8. Juni 1929                      | 25. August 1931  |                 |
| Minister für Indien                                                        | William Wedgwood Benn | Willian Benn                          | Labour Party | 8. Juni 1929                      | 25. August 1931  |                 |
| Arbeitsministerin                                                          | Margaret Bondfield    | Margaret Bondfield                    | Labour Party | 8. Juni 1929                      | 25. August 1931  |                 |
| Minister für Schottland                                                    | William Adamson       | William Adamson                       | Labour Party | 8. Juni 1929                      | 25. August 1931  |                 |
| Handelsminister                                                            |                       | William Graham                        | Labour Party | 8. Juni 1929                      | 25. August 1931  |                 |
| Transportminister                                                          | Herbert Morrison      | Herbert Stanley Morrison              | Labour Party | 19. März 1931                     | 25. August 1931  |                 |
| Kriegsminister                                                             | Tom Shaw              | Tom Shaw                              | Labour Party | 8. Juni 1929                      | 25. August 1931  |                 |
| Minister für öffentliche Arbeiten                                          | George Lansbury       | George Lansbury                       | Labour Party | 8. Juni 1929                      | 25. August 1931  |                 |